# 23. avgust
23. avgust je 235. dan leta (236. v prestopnih letih) v gregorijanskem koledarju. Ostaja še 130 dni.

## Dogodki
- 476 – germanski vojskovodja Odoaker odstavi zadnjega zahodnorimskega cesarja
- 1514 v bitki pri Čaldiranu Turki potolčejo iransko dinastijo Safavidov
- 1572 – Katarina Medičejska ukaže pokol Hugenotov v Franciji
- 1839 – Združeno kraljestvo zasede Hongkong
- 1866 – Prusija in Avstrija podpišeta praški mir, s katerim preneha obstajati Nemška zveza in nastane Severnonemška konfederacija
- 1913 – v Mariboru odprt most čez Dravo
- 1914:
  - Japonska vstopi v prvo svetovno vojno na strani antante
  - začetek lublinsko-lvovske bitke
- 1927 – v New Yorku kljub nedokazani krivdi zaradi domnevnega ropa denarja usmrtijo Nicola Sacca in Bartolomea Vanzettija
- 1939 – zunanja ministra Nemčije in Sovjetske zveze Joachim von Ribbentrop in Vjačeslav Mihajlovič Molotov podpišeta sporazum o nenapadanju in razdelitvi interesnih sfer
- 1942 – začetek bitke za pacifiško otočje Stewart
- 1943 – Rdeča armada osvobodi Harkov
- 1944:
  - vstaja v Bukarešti
  - Romunija kapitulira in napove vojno Tretjemu rajhu
- 1945 – narodna skupščina sprejme Zakon o agrarni reformi in kolonizaciji
- 2005 – izraelska vojska izseli še zadnje judovske naseljence iz zasedene Gaze

## Rojstva
- 686 – Karel Martel, frankovski majordom († 741)
- 1486 – Žiga Herberstein, avstrijsko-slovenski diplomat, kartograf, zgodovinar († 1566)
- 1754 – Ludvik XVI., francoski kralj († 1793)
- 1769 – Georges Cuvier, francoski naravoslovec († 1832)
- 1773 – Jakob Friedrich Fries, nemški filozof († 1843)
- 1811 – Auguste Bravais, francoski fizik, mineralog († 1863)
- 1842 – Osborne Reynolds, angleški inženir, fizik († 1912)
- 1847 – Mori Arinori, japonski politik († 1889)
- 1864 – Eleftherios Venizelos, grški (krečanski) državnik († 1936)
- 1871 – Jack Butler Yeats, irski slikar († 1957)
- 1893 – Georgij Vasiljevič Florovski, ruski teolog († 1979)
- 1905 – Constant Lambert, angleški skladatelj, dirigent († 1951)
- 1933 – Jure Robežnik, slovenski skladatelj jazzovske in zabavne glasbe, pianist
- 1939 – Jelka Reichman, slovenska slikarka
- 1970 – River Phoenix, ameriški filmski igralec († 1993)
- 1977 – Alenka Gotar, slovenska operna pevka
- 1978 – Kobe Bryant, profesionalni košarkar († 2020)

## Smrti
- 93 – Gnaeus Julius Agricola, rimski general († 40)
- 634 – Abu Bakr, arabski kalif (* 573)
- 1106 – Magnus Billung, saški vojvoda (* 1072)
- 1176 – cesar Rokudžo, 79. japonski cesar (* 1164)
- 1183 – Kristjan I. iz Bucha, mainški nadškof, kancler Nemčije (* 1130)
- 1305 – William Wallace, škotski narodni heroj (* 1270)
- 1328:
  - Friderik IV., vojvoda Zgornje Lorene (* 1282)
  - Nicolaas Zannekin, flamski voditelj kmečkega upora
- 1363 – Chen Youliang, kitajski kralj Dahana (* 1320)
- 1367 – Gil Álvarez Carrillo de Albornoz, španski nadškof, vojskovodja, diplomat in kardinal (* 1310)
- 1507 – Jean Molinet, burgundsko-belgijski (flamski) pesnik, kronist (* 1435)
- 1540 – Guillaume Budé, francoski renesančni humanist, pravnik in filolog (* 1467)
- 1806 – Charles Augustin de Coulomb, francoski fizik (* 1736)
- 1813 – Alexander Wilson, ameriški naravoslovec, ornitolog, risar škotskega rodu (* 1766)
- 1892 – Manuel Deodoro da Fonseca, brazilski predsednik (* 1827)
- 1926 – Rudolph Valentino, italijansko-ameriški filmski igralec (* 1895)
- 1933 – Adolf Loos, avstrijski arhitekt (* 1870)
- 1944 – Abdulmedžid II., zadnji osmanski kalif (* 1868)
- 1950 – Dionisio Anzilotti, italijanski pravnik (* 1867)
- 1957 – Karla Bulovec-Mrak, slovenska kiparka, slikarka (* 1895)
- 1980 – Leopold Hari evangeličanski duhovnik, senior (* 1901)
- 1993 – Mohamed Aziz Lahbabi, maroški pisatelj, pesnik, filozof (* 1922)
- 2013 – Vesna Rožič, slovenska šahistka (* 1987)
- 2016 – Mito Trefalt, slovenski igralec in novinar (* 1939)

## Prazniki in obredi
- Evropski dan spomina na žrtve vseh totalitarnih in avtoritarnih režimov